# Josephine Angelini

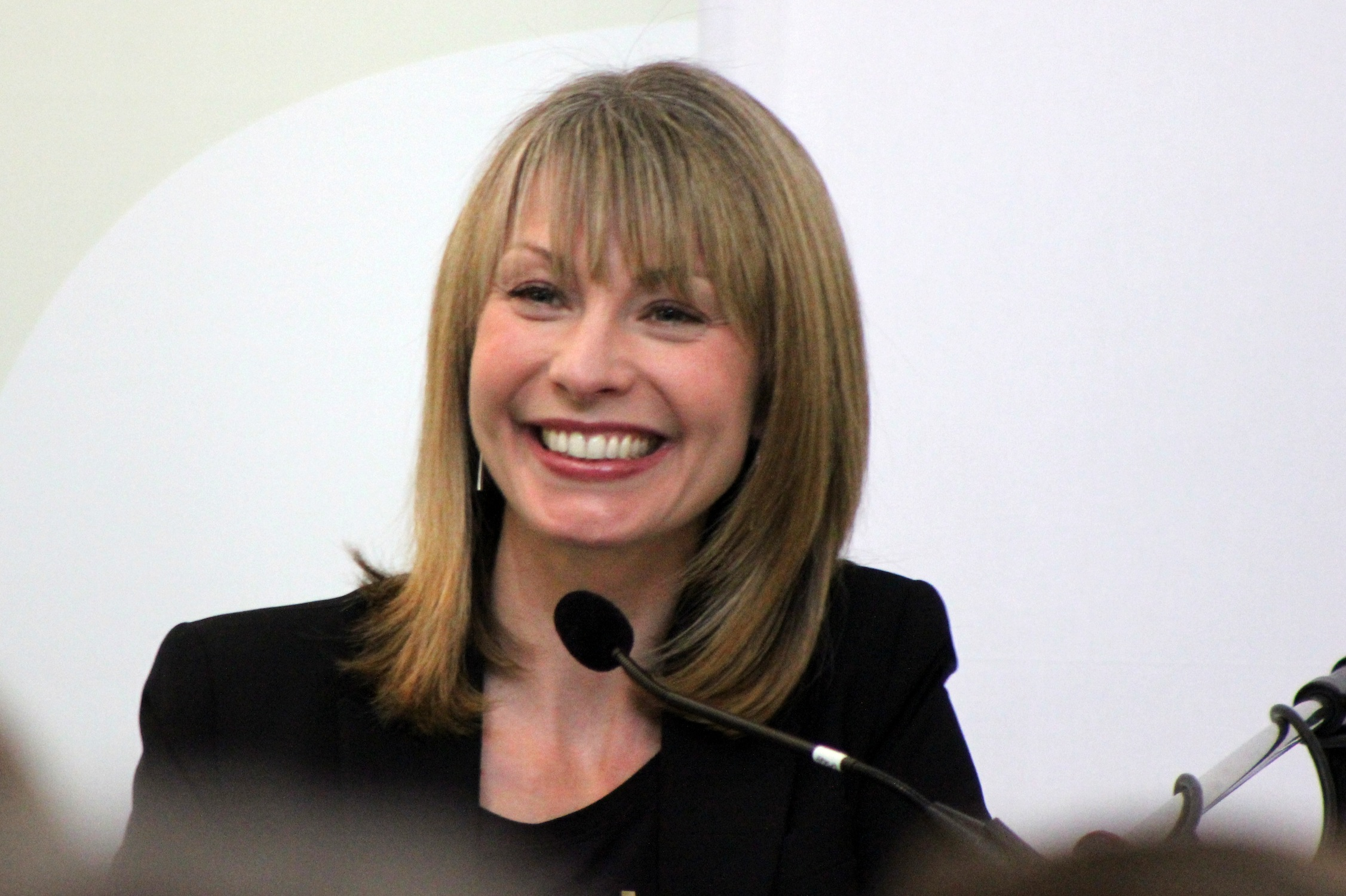
Josephine Angelini auf der Leipziger Buchmesse 2013

Josephine Angelini (* 1975 in Ashland, Massachusetts) ist eine US-amerikanische Autorin.

## Biographie
Josephine Angelini wurde in Massachusetts als das Jüngste von acht Kindern geboren. Sie hat sechs Schwestern und einen Bruder. Ihre Mutter war vor der Geburt überzeugt, dass sie ein Junge werden würde. Deshalb suchten die Eltern für das ungeborene Baby den Namen Joseph aus. Als das Baby dann doch ein Mädchen wurde, wurde aus Joseph einfach Josephine. Schon im Alter von zehn Jahren schrieb Angelini für eine Zeitschrift. Sie studierte Angewandte Theaterwissenschaft an der Tisch School of the Arts in New York City, die zur New York University gehört. Dabei lagen ihre Schwerpunkte auf Antike tragische Helden und Griechische Mythologie. Dieses Interesse spiegelt sich auch in ihrer Göttlich-Trilogie wider, in der es um Halbgötter geht. Ihr erstes Buch Göttlich verdammt schrieb sie in acht Monaten, musste dann aber ein Jahr warten, bis es im Mai 2011 veröffentlicht wurde. Bevor sie dieses erste Buch veröffentlichte, arbeitete sie als Kellnerin. Ein Jahr später erschien der zweite Teil Göttlich verloren am 13. Mai 2012 und Göttlich verliebt, der abschließende Teil der Trilogie, im März 2013. Angelini lebt mit ihrem Mann Juan Alberto, einem Drehbuchautor, in Los Angeles, Kalifornien.

## Werke

### Göttlich-Trilogie
- Göttlich verdammt. Dressler, Hamburg 2011, ISBN 978-3-7915-2625-6. (OT: Starcrossed, 2011).
- Göttlich verloren. Dressler, Hamburg 2012, ISBN 978-3-7915-2626-3. (OT: Dreamless, 2012).
- Göttlich verliebt. Dressler, Hamburg 2013, ISBN 978-3-7915-2627-0. (OT: Goddess, 2013).

### Everflame-Trilogie
- Everflame – Feuerprobe. Dressler, Hamburg 09/2014, ISBN 978-3-7915-2630-0, Originaltitel: Trial by Fire, 2014.
- Everflame – Tränenpfad. Dressler, Hamburg 10/2015, ISBN 978-3-7915-2631-7, Originaltitel: Firewalker, 2015.
- Everflame – Verräterliebe. Dressler, Hamburg 10/2016, ISBN 978-3-7915-2632-4, Originaltitel: Witch’s Pyre, 2016.